# Amtsgericht Bockenheim
Das Amtsgericht Bockenheim (1831–1866: Justizamt Bockenheim) war ein bis 1895 bestehendes Gericht der ordentlichen Gerichtsbarkeit in Bockenheim, heute Stadtteil von Frankfurt am Main.

## Geschichte
Die damals noch selbstständige Stadt Bockenheim war Teil des Kurfürstentums Hessen. Dort waren 1821 Verwaltung und Justiz getrennt worden und das Landgericht Bornheimerberg war für die Rechtsprechung in Bockenheim zuständig. Im Jahre 1831 wurde das Landgericht aufgelöst und in das Justizamt Bergen und das Justizamt Bockenheim geteilt. Als Gericht zweiter Instanz fungierte das Obergericht für die Provinz Hanau mit Sitz in Hanau. Die Richter trugen die Amtsbezeichnung „Justizbeamter“ oder „Justizamtmann“. Die ersten Justizamtmänner waren die Herren Scheffer, Bernhard August Murhard, und Carl Franz Walther (1839 zum Ehrenbürger ernannt).
Das Justizamt hatte seinen Sitz zunächst im Rathaus von Bockenheim, Kirchplatz 2(▼). Anfang März 1839 wurde das neue Amtshaus in der Kurfürstenstraße 6 (▼) eröffnet, an dem seit 1837 gebaut worden war. Mit Vertrag vom 21. August 1834 hatte sich die Stadt verpflichtet, den Bauplatz zu stellen und diesen für 805 fl erworben. 2500 Gulden gab die Stadt zu den Baukosten hinzu.
Mit der Annexion Kurhessens durch Preußen 1867 wurde das Justizamt Bockenheim in das königlich preußische Amtsgericht Bockenheim umgewandelt und dem Kreisgericht Hanau zugeordnet. Mit dem Gesetz vom 4. März 1878 und der Verordnung vom 26. Juli 1878 wurde das Amtsgericht Bockenheim aufrechterhalten. Zweite Instanz war nun das Landgericht Frankfurt am Main.
Zum 1. April 1895 wurde Bockenheim nach Frankfurt eingemeindet. Gleichzeitig wurde das Amtsgericht Bockenheim aufgelöst und dessen Amtsgerichtsbezirk dem des Amtsgerichtes Frankfurt zugeordnet.

## Gerichtsbezirk
Der Gerichtsbezirk umfasste die Stadt Bockenheim sowie Eckenheim, Eschersheim und Ginnheim.
Für Frankfurt-Praunheim galten in Bezug auf die niedere Gerichtsbarkeit standesherrliche Vorrechte der Grafen von Solms-Rödelheim anfangs weiter fort. Diese wurden vom kurfürstlich gräflich Solms-Rödelheimschen Justizamt Praunheim zu Bockenheim wahrgenommen. Die Rechtsprechung erfolgte durch das Personal des Justizamtes Bockenheim. Auch wenn das Personal identisch war, unterschied sich das anzuwendende Recht.